# دانيلا هنتر
دانيلا هنتر (بالإنجليزية: Danielle Hunter)‏ هو لاعب كرة قدم أمريكية أمريكي، ولد في 29 أكتوبر 1994 في أبرشية سانت كاترين في جامايكا.

## وصلات خارجية
- دانيلا هنتر على موقع مرجع كرة القدم المحترفة.كوم (الإنجليزية)